# Бели (остров)
Остров Бели (на руски: Остров Белый) е остров в Карско море, в най-северната част част на Ямало-Ненецкия автономен окръг на Русия. Разположен е северно от полуостров Ямал, от който го отделя протока Малигин (ширина 27 km). Площ 1900 km2. Повърхността му е равнинна (височина до 24 m, в югозападната част), плавно спускаща се на юг, покрита с тундрова растителност и множество езера. 
Остров Бели и протока Малигин, отделящ го от континента са открити през 1737 г. от руския полярен изследовател Степан Малигин по време на Великата Северна експедиция.

## Топографски карти
- Топографска карта S-41,42, М 1:1 000 000[2]